# Le Célibataire (Tourgueniev)
Pour les articles homonymes, voir Le Célibataire.
Le Célibataire (Холостяк)  est une pièce de théâtre en trois actes écrite par Ivan Tourgueniev en 1849, publiée dans la revue Les Annales de la Patrie et a été jouée en 1849 à Moscou.

## Personnages
- Mikhaïlo Ivanovitch Mochkine, 50 ans, chef de bureau, vieillard confiant et affectueux.
- Piotr Ilitch Vilitski, 23 ans, secrétaire, homme faible.
- Radion Karlovitch von Fonk, 29 ans, conseiller titulaire, pédant, froid et sec.
- Filip Egorovitch Chpoundik, 45 ans, propriétaire, se prétend instruit.
- Maria Vassilievna Bielova – Macha – 19 ans, orpheline, vit chez Mochkine.
- Ekatarina Savichna Priajkina, 48 ans, tante de Macha, commère et égoïste.
- Alkiviade Martinovitch Sozomenos, 35 ans, ami de von Fonk, Grec.
- Malania, 40 ans, cuisinière de Mochkine, bête.
- Starilate, 16 ans, domestique de Mochkine.
- Mitka, 25 ans, valet de Vilitski, dégourdi.

## Résumé
Acte I - Saint-Pétersbourg chez Mochkine

Mochkine rentre chez lui et veut s’assurer auprès de la cuisinière et du valet que tout est prêt pour le déjeuner qu’il va donner à seize heures. On sonne, un homme qu’il ne reconnaît pas se présente immédiatement, c’est Chpoundik, un ami d’enfance qu’il n’a pas vu depuis plus de vingt ans. Mochkine l’invite pour déjeuner et lui raconte qu’il a organisé ce repas pour fêter le futur mariage entre Macha, une orpheline qu’il a recueillie et qu’il considère comme sa propre fille, et Vilitski un jeune homme qui travaille dans son ministère qu’il considère un peu comme son fils.

Chpoundik s’éclipse et arrivent Vilitski le fiancé et son ami von Fonk, Mochkine fait beaucoup pour que von Fonk se sente à l’aise, il le prend en aparté pour lui expliquer le bonheur qu’il ressent à ce mariage, mais von Fonk qui a un rang élevé dans l’administration cache tant bien que mal le dédain qu’il a pour la modestie du logis et le faible niveau d’éducation de l’hôte.

Le déjeuner va commencer, tout le monde est là, les deux fiancés Macha et Vilitski, Mochkine, Chpoundik, von Fonk et la tante de Macha, Priajkina. L’ambiance est lourde, von Fonk les intimide tous par ses questions, il met mal à l’aise tous les invités, Mochkine espère qu’avec le champagne, tout ira mieux.

Acte II - Saint-Pétersbourg chez Vilitski, cinq jours plus tard.

Vilitski vit reclus chez lui depuis cinq jours et ce « maudit déjeuner » ou l’attitude de Macha lui a fait honte, il l’aime, il a donné sa parole, mais l’opinion de von Fonk  qui est venu lui rendre visite est importante, ce dernier le dissuade de se marier « Macha est inférieure. »

Justement Macha arrive, elle veut comprendre, mais Vilitski ne peut pas dire ce qu’il pense car il est tenu par la présence de von Fonk, caché dans la chambre à coucher et devant lequel il ne veut pas paraître faible. Macha le quitte, puis c’est Mochkine qui vient le relancer. Von Fonk part et Vilitski après un rapide combat contre son orgueil cède à ses sentiments et va rejoindre Macha avec Mochkine. 

Acte  III - Saint-Pétersbourg chez Mochkine, une semaine après l’acte 2

Mochkine se plaint à Chpoundik que Vilitski n’est venu que deux fois en une semaine, il sent bien que le plan qu’il avait échafaudé est par terre. Une lettre arrive, Vilitski confirme qu’il rompt les fiançailles. Mochkine s’en va chez lui en colère, l’honneur de Macha est souillé et son tuteur ne pas le supporter, puis en tête à tête avec elle, il lui montre la lettre. Macha décide qu’elle ne peut plus rester sous le toit de son bienfaiteur car, à dix neuf ans, on ne peut pas rester chez un célibataire dans sa situation.

Voyant qu’elle va lui échapper, Mochkine la demande en mariage. Ce serait une union où lui continuerait à dormir derrière le paravent et elle dans la chambre, mais elle aurait un statut et ne serait pas obligée de le quitter.
Elle accepte et lui permet d’espérer que cela sera plus qu’un mariage de convenance.

## Extraits
- Von Fonk à Vilitski :	« Je vous ai déjà énoncé l’un de mes principes : éviter les rapports trop proches avec les gens des classes inférieures ; de ce principe découle naturellement un autre principe : efforcez vous de faire connaissance, le plus possible avec des gens haut placés. »
- Mochkine à Chpoundik en parlant de Vilitski : « Je l’aimais comme un fils…s’il était fâché, ça me ferait moins de peine, j’aurai plus d’espoir… Mais là c’est de l’indifférence, tout simplement, de la pitié, même. »

## Édition française
- Ivan Tourgueniev, Théâtre complet, tome 1, traduit par Georges Daniel, L'Arche, Paris, 1964.